# Alec Burks
Alec Burks (ur. 20 lipca 1991 w Grandview) – amerykański koszykarz występujący na pozycji rzucającego obrońcy, od 2024 zawodnik New York Knicks. 
W 2009 został uznany najlepszym zawodnikiem szkół średnich stanu Missouri (Missouri Gatorade Player of the Year).
Karierę koszykarską rozpoczął podczas studiów na uniwersytecie Colorado. Po trzech latach nauki zgłosił się do draftu NBA 2011, w którym to został wybrany z numerem 12 przez Utah Jazz.
29 listopada 2018 trafił w wyniku wymiany do Cleveland Cavaliers.
7 lutego 2019 w wyniku transferu trafił do Sacramento Kings. 11 lipca podpisał umowę Golden State Warriors
6 lutego 2020 trafił w wyniku wymiany do Philadelphia 76ers. 22 listopada zawarł kontrakt z New York Knicks. 11 lipca 2022 został wytransferowany do Detroit Pistons. 8 lutego 2024 trafił do New York Knicks.

## Osiągnięcia
Stan na 8 marca 2024, na podstawie, o ile nie zaznaczono inaczej.
NCAA
- Najlepszy pierwszoroczny zawodnik roku konferencji Big 12 (2010)[10]
- Zaliczony do:
  - I składu:
    - Big 12 (2011)
    - debiutantów Big 12 (2010)
    - turnieju Big 12 (2011)

  - składu All-Big 12 honorable mention (2010)
- Lider Big 12 w[11]:
  - punktach (2011)
  - skuteczności rzutów z gry (2010)
  - liczbie:
    - celnych (249) i oddanych (302) rzutów wolnych (2011)
    - celnych (251) rzutów z gry (2011)

NBA
- Zaliczony do I składu letniej ligi NBA w Orlando (2012)